# Geert van Maanen
Gerrit Herman Otto (Geert) van Maanen (Haarlem, 31 januari 1951) is een Nederlands topambtenaar.
Na zijn gymnasium ging hij economie studeren aan de Universiteit van Amsterdam waar hij in 1976 cum laude afstudeerde. Hierna werkte hij als Inspecteur bij de Inspectie der Rijksfinanciën (IRF) en in 1981 werd hij hoofd van het Bureau Begrotingsvoorbereiding bij het ministerie van Financiën. In 1983 volgde zijn benoeming tot directeur Inspectie der Rijksfinanciën. Een jaar later werd hij tevens plaatsvervangend directeur-generaal van de Rijksbegroting en in 1991 volgde hij de directeur-generaal van de Rijksbegroting op. In 1999 volgde hij Jan Postma op als secretaris-generaal bij het ministerie van Financiën. In 2003 kreeg hij dezelfde functie bij het ministerie van Verkeer en Waterstaat. In april 2007 volgde hij Roel Bekker op als secretaris-generaal bij het Ministerie van Volksgezondheid, Welzijn en Sport.